# Mimeo-revolutie
De Mimeo-revolutie (Mimeo Revolution of Mimeograph Revolution, letterlijk stencilrevolutie) was een Amerikaanse literaire beweging van de jaren 50-jaren 70, die gebruik maakte van gemakkelijk toegankelijke druktechnieken als de mimeograaf, ook wel bekend als vloeistofduplicator, en de stencilmachine om op kleine schaal literaire publicaties te vervaardigen, zonder winstoogmerk. Het onderscheid met de private press is de nadruk op goedkope, eenvoudige productie en ongekunstelde vormgeving.
Veel uitgevers die bij deze beweging horen publiceerden experimenteel werk, ‘underground’, en waren belangrijk voor dichters, schrijvers en kunstenaars die door de ‘gewone’ tijdschriften niet werden opgemerkt. De nadruk lag vaak (maar niet altijd) op poëzie, zoals het werk van de Beat Generation (Jack Kerouac, Allen Ginsberg en William Burroughs), de New York School met Ted Berrigan en Frank O'Hara, en de San Francisco Renaissance (Kenneth Rexroth en Alan Watts). Een genre als concrete poëzie kon met een schrijfmachine en een stencil veel gemakkelijker vermenigvuldigd worden dan met ingewikkeld zetwerk.
Belangrijke tijdschriften van de Mimeo-revolutie zijn Beatitude (gesticht in 1959 door Allen Ginsberg, William Margolis en anderen), Fuck You van Ed Sanders (1962-1965, met medewerking van onder meer Andy Warhol) en de Wormwood Review (1959-1999, met medewerking van Charles Bukowski, Gregory Corso, William Burroughs en E.E. Cummings). Van de uitgevers moeten onder meer genoemd worden de 7 Flowers Press (1965-1967, gesticht door de dichter d.a. levy (1942-1968), waar ook Charles Bukowski terechtkon), Angel Hair (opgericht in 1965, met Ted Berrigan) en de White Rabbit Press (1959-1965, gesticht door de jonggestorven Jack Spicer).